# Campeonato Mundial de Atletismo Júnior de 2012 - Salto com vara masculino
A prova do salto com vara masculino do Campeonato Mundial de Atletismo Júnior de 2012 ocorreu entre os dias 10 e 12 de julho em Barcelona, na Espanha. 

## Recordes
Antes desta competição, os recordes mundiais e do campeonato nesta prova eram os seguintes:
|     | Nome                             | Nacionalidade              | Altura | Local            | Data                                    |
| --- | -------------------------------- | -------------------------- | ------ | ---------------- | --------------------------------------- |
| WJR | Maksim Tarasov Raphael Holzdeppe | União Soviética · Alemanha | 5.80 m | Briansk Biberach | 14 de julho de 1989 28 de junho de 2008 |
| CR  | Germán Chiaraviglio              | Argentina                  | 5.71 m | Pequim           | 19 de agosto de 2006                    |

## Medalhistas
| Ouro                       | Prata             | Bronze                |
| Thiago Braz da Silva (BRA) | Ivan Horvat (CRO) | Shawnacy Barber (CAN) |

## Cronograma
Todos os horários são locais (UTC+1).
| Data        | Hora  | Evento       |
| ----------- | ----- | ------------ |
| 10 de julho | 10:50 | Qualificação |
| 12 de julho | 18:45 | Final        |

## Resultados

### Qualificação
Qualificação: 5,20 m (Q) ou pelo menos melhor 12 qualificado (q) 
| Posição | Grupo | Atleta                               | Nacionalidade  | 4.75 | 4.95 | 5.05 | 5.15 | Resultados | Notas |
| ------- | ----- | ------------------------------------ | -------------- | ---- | ---- | ---- | ---- | ---------- | ----- |
| 1       | A     | Thibault Boisseau                    | França         | o    | o    | o    | o    | 5.15       | q     |
| 1       | B     | Andreas Duplantis                    | Suécia         | —    | —    | o    | o    | 5.15       | q     |
| 1       | B     | Ivan Horvat                          | Croácia        | o    | o    | o    | o    | 5.15       | q     |
| 4       | A     | Shawnacy Barber                      | Canadá         | o    | o    | xo   | o    | 5.15       | q     |
| 4       | B     | Robert Renner                        | Eslovênia      | —    | xo   | o    | o    | 5.15       | q     |
| 6       | A     | Didac Salas                          | Espanha        | —    | —    | xxo  | o    | 5.15       | q     |
| 6       | B     | Theodoros-Panayiotis Hrisanthopoulos | Grécia         | o    | —    | xxo  | o    | 5.15       | q     |
| 8       | B     | Jonas Efferoth                       | Alemanha       | —    | o    | o    | xo   | 5.15       | q     |
| 9       | A     | Nikita Kirillov                      | Estados Unidos | —    | —    | —    | xxo  | 5.15       | q     |
| 10      | A     | Arnaud Art                           | Bélgica        | —    | xo   | o    | xxo  | 5.15       | q     |
| 11      | A     | Lukas Hallanzy                       | Alemanha       | —    | xo   | xxo  | xxo  | 5.15       | q,    |
| 12      | A     | Melker Svard Jakobsson               | Suécia         | —    | —    | o    | xxx  | 5.05       | q     |
| 12      | B     | Thiago Braz da Silva                 | Brasil         | —    | —    | o    | xxx  | 5.05       | q     |
| 12      | B     | Ruben Miranda                        | Portugal       | o    | o    | o    | xxx  | 5.05       | q,    |
| 15      | B     | Axel Chapelle                        | França         | xo   | o    | xo   | xxx  | 5.05       |       |
| 16      | A     | Daiki Fujii                          | Japão          | o    | o    | xxo  | xxx  | 5.05       |       |
| 17      | A     | Lukas Wirth                          | Áustria        | o    | o    | xxx  |      | 4.95       |       |
| 17      | B     | Menno Vloon                          | Países Baixos  | —    | o    | xxx  |      | 4.95       |       |
| 19      | A     | Vladislav Mandych                    | Ucrânia        | xo   | o    | xxx  |      | 4.95       |       |
| 20      | A     | Rutger Koppelaar                     | Países Baixos  | xxo  | o    | xxx  |      | 4.95       |       |
| 21      | A     | Doo-hyun Han                         | Coreia do Sul  | o    | xo   | xxx  |      | 4.95       |       |
| 22      | A     | Karol Pawlik                         | Polónia        | xo   | xo   | xxx  |      | 4.95       |       |
| 22      | B     | Eirik Greibrokk Dolve                | Noruega        | xo   | xo   | xxx  |      | 4.95       |       |
| 24      | A     | Alessandro Sinno                     | Itália         | o    | xxo  | xxx  |      | 4.95       |       |
| 24      | B     | Casey Bowen                          | Estados Unidos | o    | xxo  | xxx  |      | 4.95       |       |
| 24      | B     | Manel Miralles                       | Espanha        | o    | xxo  | xxx  |      | 4.95       |       |
| 27      | A     | Per Magne Florvaag                   | Noruega        | xo   | xxx  |      |      | 4.75       |       |
| 27      | B     | Nicholas Southgate                   | Nova Zelândia  | xo   | xxx  |      |      | 4.75       |       |
| 29      | A     | Andreas Ronning                      | Dinamarca      | xxo  | xxx  |      |      | 4.75       |       |
|         | B     | Brodie Cross                         | Austrália      | xxx  |      |      |      | NM         |       |
|         | B     | Wei Zhang                            | China          | —    | —    | xxx  |      | NM         |       |

### Final
A prova final foi realizada no dia 12 de julho ás 18:45. 
| Posição           | Atleta                               | Nacionalidade  | 4.85 | 5.00 | 5.10 | 5.20 | 5.30 | 5.35 | 5.40 | 5.45 | 5.50 | 5.55 | 5.60 | 5.65 | Resultados | Notas                |
| ----------------- | ------------------------------------ | -------------- | ---- | ---- | ---- | ---- | ---- | ---- | ---- | ---- | ---- | ---- | ---- | ---- | ---------- | -------------------- |
| Medalha de ouro   | Thiago Braz da Silva                 | Brasil         | –    | -    | o    | o    | o    | -    | xo   | o    | xo   | o    | -    | xxx  | 5.55       | NJR                  |
| Medalha de prata  | Ivan Horvat                          | Croácia        | -    | o    | o    | o    | xo   | -    | xxo  | -    | xo   | o    | xxx  |      | 5.55       |                      |
| Medalha de bronze | Shawnacy Barber                      | Canadá         | –    | o    | -    | xo   | o    | o    | xo   | o    | xo   | xxo  | xxx  |      | 5.55       | NJR                  |
| 4                 | Didac Salas                          | Espanha        | –    | –    | o    | -    | o    | -    | o    | x-   | xo   | xx-  | x    |      | 5.50       |                      |
| 5                 | Robert Renner                        | Eslovênia      | -    | o    | -    | o    | o    | -    | xo   | x-   | xx   |      |      |      | 5.40       |                      |
| 6                 | Melker Svärd Jakobsson               | Suécia         | –    | xo   | o    | xxo  | -    | xxo  | -    | xxx  |      |      |      |      | 5.35       | Recorde pessoal      |
| 7                 | Thibault Boisseau                    | França         | -    | o    | -    | xo   | o    | x-   | xx   |      |      |      |      |      | 5.30       | Recorde pessoal      |
| 8                 | Nikita Kirillov                      | Estados Unidos | -    | -    | o    | o    | xxo  | -    | xxx  |      |      |      |      |      | 5.30       |                      |
| 9                 | Jonas Efferoth                       | Alemanha       | -    | o    | xo   | o    | xxx  |      |      |      |      |      |      |      | 5.20       | Recorde da temporada |
| 10                | Andreas Duplantis                    | Suécia         | -    | xo   | o    | xo   | x-   | xx   |      |      |      |      |      |      | 5.20       |                      |
| 11                | Theódoros-Panayiótis Hrisanthópoulos | Grécia         | o    | -    | o    | xxx  |      |      |      |      |      |      |      |      | 5.10       |                      |
| 12                | Lukas Hallanzy                       | Alemanha       | o    | o    | xo   | xxx  |      |      |      |      |      |      |      |      | 5.10       |                      |
| 13                | Rubem Miranda                        | Portugal       | o    | o    | xxx  |      |      |      |      |      |      |      |      |      | 5.00       |                      |
|                   | Arnaud Art                           | Bélgica        | -    | xxx  |      |      |      |      |      |      |      |      |      |      | NM         |                      |

Legenda
| Recorde mundial       | Recorde mundial (World record)               |                       | Recorde africano                      | Recorde africano (African) |                                           | Q | Classificado por posição (Qualified) |
| Recorde do campeonato | Recorde do campeonato (Championship record)  | Recorde da América    | Recorde da América (Americas)         | q                          | Classificado por melhor tempo (Qualified) |   |                                      |
| Melhor marca do ano   | Melhor marca do ano (World leading)          | Recorde asiático      | Recorde asiático (Asian)              | DNS                        | Não largou (Did not start)                |   |                                      |
| Recorde nacional      | Recorde nacional (National record)           | Recorde europeu       | Recorde europeu (European)            | DNF                        | Não terminou (Did not finish)             |   |                                      |
| Recorde pessoal       | Recorde pessoal do atleta (Personal best)    | Recorde da Oceania    | Recorde da Oceania (Oceania)          | DSQ / DQ                   | Desclassificado (Disqualified)            |   |                                      |
| Recorde da temporada  | Recorde da temporada do atleta (Season best) | Recorde sul-americano | Recorde sul-americano (South America) | NM                         | Sem marca (No mark)                       |   |                                      |